# Valmeinier
Valmeinier is een gemeente in het Franse departement Savoie (regio Auvergne-Rhône-Alpes) en telt 509 inwoners (2004). De plaats maakt deel uit van het arrondissement Saint-Jean-de-Maurienne.

## Geografie
De oppervlakte van Valmeinier bedraagt 51,4 km², de bevolkingsdichtheid is 9,9 inwoners per km².
De onderstaande kaart toont de ligging van Valmeinier met de belangrijkste infrastructuur en aangrenzende gemeenten.

## Demografie
Onderstaande figuur toont het verloop van het inwonertal (bron: INSEE-tellingen).